# Ulrichskapelle (Standorf)

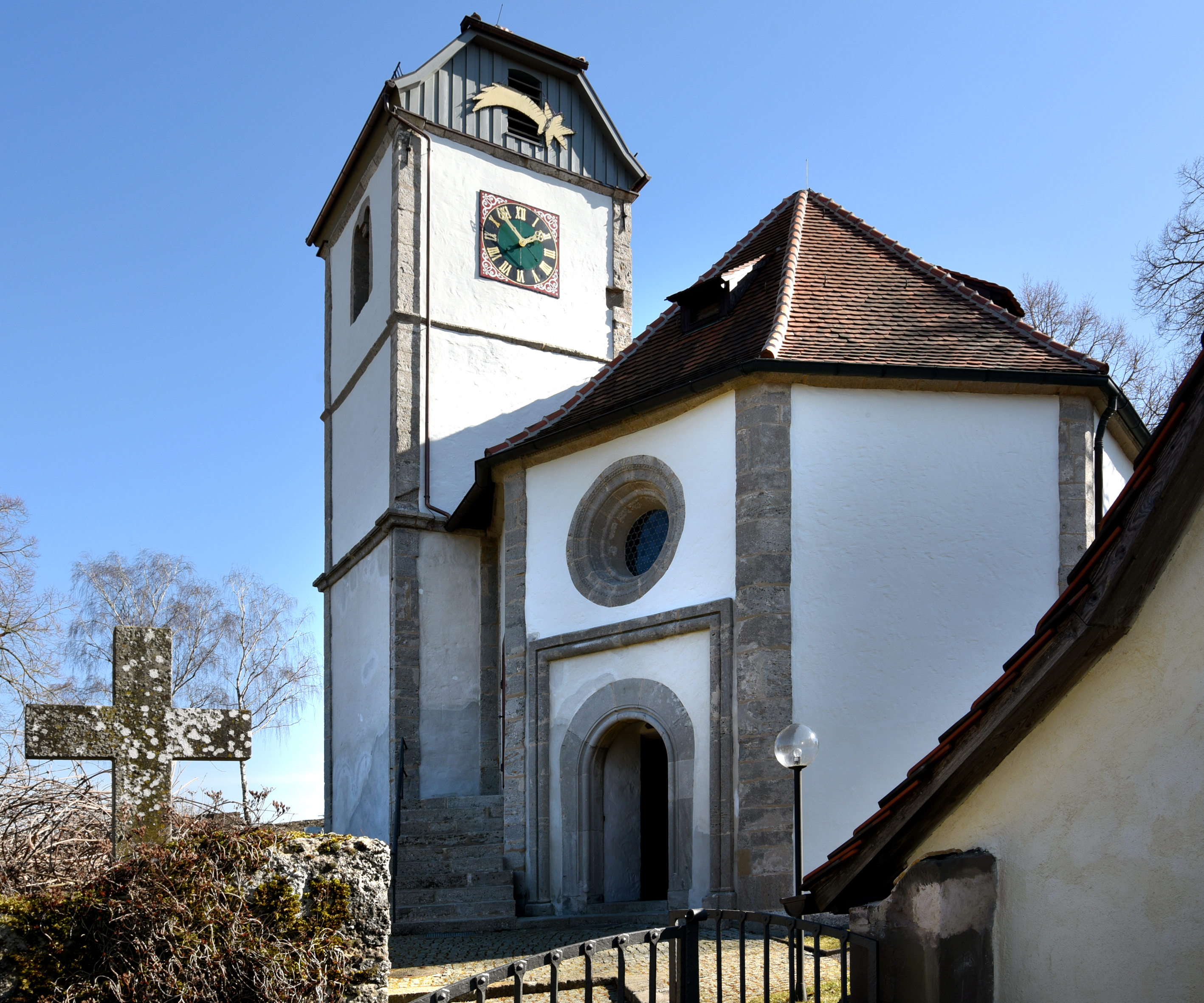
Die Ulrichskapelle (2015)

Die Ulrichskapelle nahe dem Creglinger Ortsteil Standorf ist eine der drei gut erhaltenen spätromanischen Oktogonkapellen im baden-württembergischen Frankenland. Sie gehört zur Verbundkirchengemeinde Herrgottstal und Rimbachtal im Kirchenbezirk Weikersheim der Evangelischen Landeskirche in Württemberg.

## Lage der Kapelle

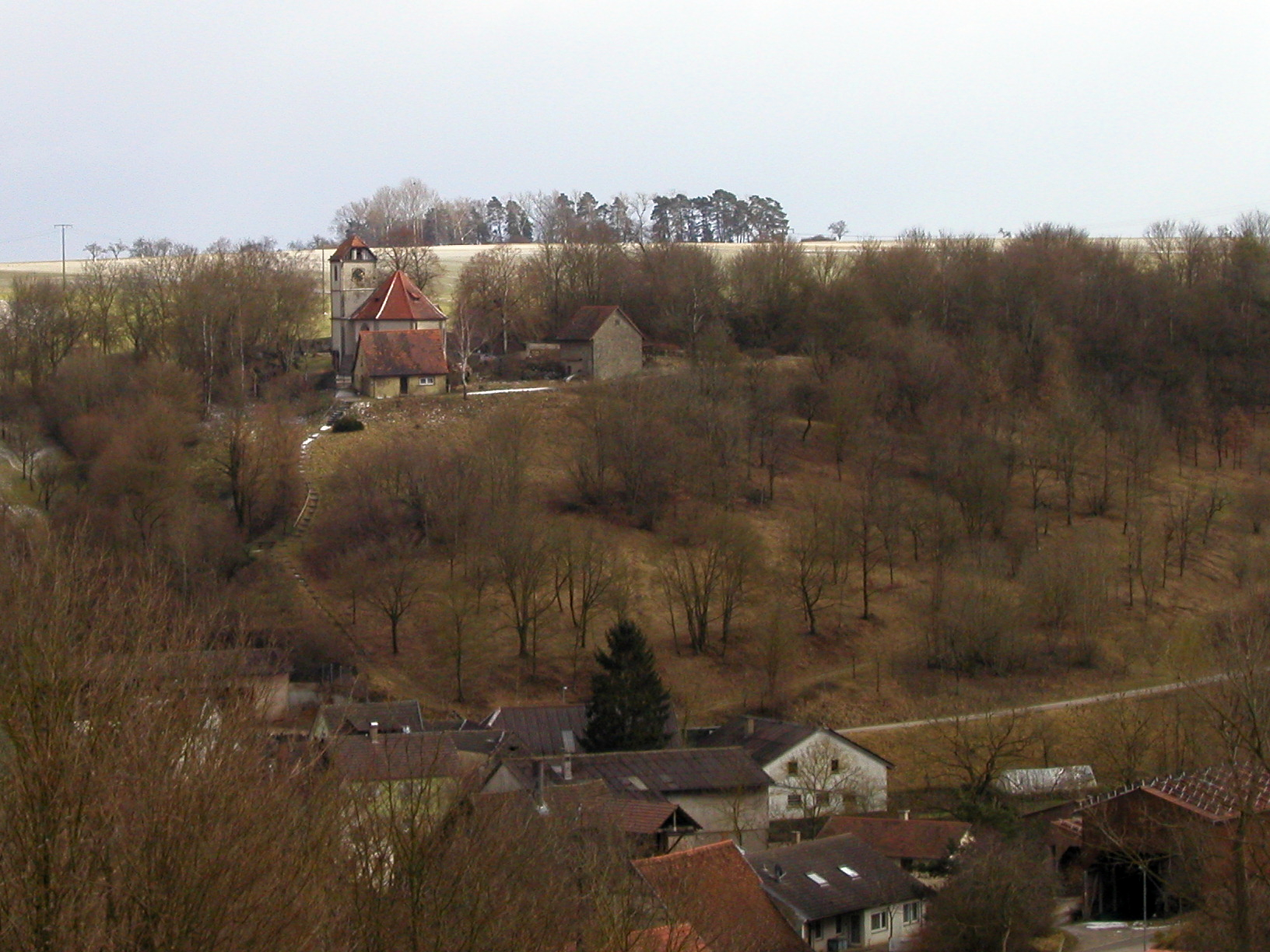
Blick von der gegenüberliegenden Talseite

Die Ulrichskapelle befindet sich im südöstlichen Teil des Main-Tauber-Kreises oberhalb des zum Creglinger Stadtteil Niederrimbach gehörenden Dorfes Standorf in Richtung Münster. Sie ist rund 3,5 km von Creglingen entfernt. Direkt unterhalb der Kapelle entspringt die Ulrichsquelle, deren Wasser im Volksglauben eine Heilwirkung für Augenerkrankungen nachgesagt wird. Diese fließt in den Rindbach, einen linken Nebenfluss der Tauber. Sie ist im Besitz der Evangelischen Kirchengemeinde Creglingen.
Der Jakobsweg Main-Taubertal führt an der Ulrichskapelle vorbei.

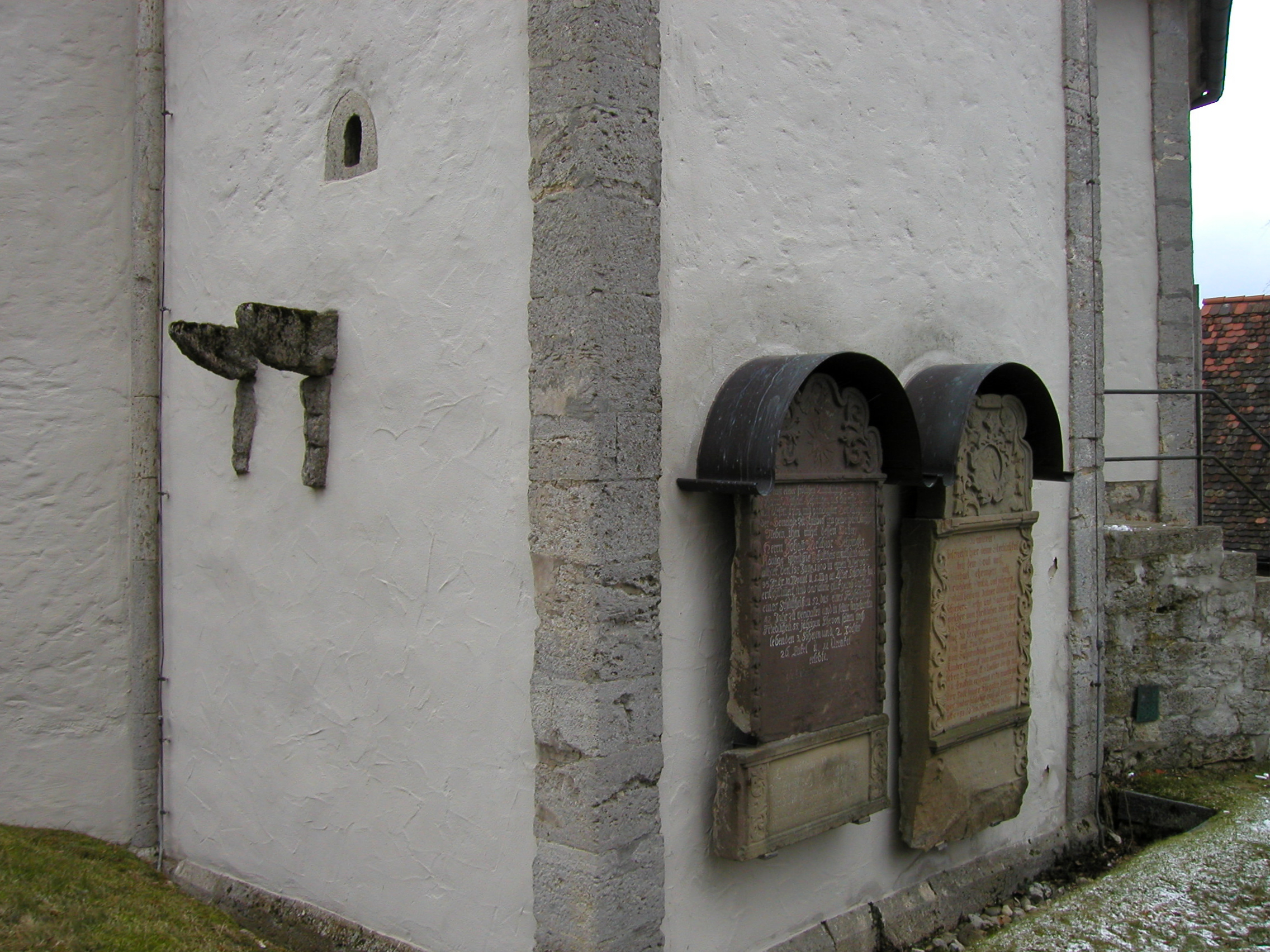
Reste der Außenkanzel und Grabplatten

## Baugeschichte
Erstmals urkundlich erwähnt wurde die Kapelle 1429, doch aufgrund großer baulicher Übereinstimmungen mit der Burg Brauneck, deren Bau vor 1230 unter Konrad von Hohenlohe begonnen wurde, und stilistischer Gemeinsamkeiten mit den Oktogonkapellen St. Sigismund in Oberwittighausen (um 1150) und St. Achatius in Grünsfeldhausen (um 1200) liegt ein Bau im frühen 13. Jahrhundert nahe. Auch im nahen bayerischen Gaurettersheim stand früher eine ähnliche Kirche aus gleicher Zeit. Ein dendrochronologisches Gutachten des Instituts für Botanik der Universität Stuttgart belegt, dass eine Eichensäule, die im Innern der Kapelle steht, im Zeitraum 1209 bis 1229 gefällt wurde.

## Auseinandersetzungen um die Ulrichskapelle
Seit den 1920er Jahren wurden von völkischen Autoren wie dem Juristen Erich Jung und dem ersten Direktor des Römisch-Germanischen Zentralmuseums in Mainz Karl Schumacher verschiedene Theorien zur Baugeschichte und Funktion der Ulrichskapelle publiziert. So soll sich an der Stelle der heutigen Kirche ein altes heidnisches Heiligtum befunden haben. Die Holzsäule in der Kapelle wurde dabei als Irminsul gedeutet. Auch soll über einen gewissen Zeitraum das Turiner Grabtuch in der Kapelle aufbewahrt worden sein. Nach der Kunsthistorikerin und Religionswissenschaftlerin Tanja Fischer wurde diese Theorie erstmals 1989 in Willi K. Müllers Buch Festliche Begegnungen: Die Freunde des Turiner Grabtuches in zwei Jahrtausenden publiziert, wobei dieses Buch für sie eher als „historischer Roman“ aufzufassen sei. Historisch ließ sich keine der genannten Theorien belegen. Der Schriftsteller Gunter Haug benutzte Thema und Kirche 2002 als Hintergrund in seinem Kriminalroman Tauberschwarz. Als Gerhard Stammler, ein Nachbar der Kapelle, ab 2003 wiederholt gegenüber dem Kirchengemeinderat und den Verantwortlichen der Evangelischen Landeskirche Vorwürfe vorbrachte, in der Kapelle würden esoterische Seminare veranstaltet und Wünschelrutengänger ihr „Unwesen“ treiben, eskalierten die Meinungsverschiedenheiten.  Die folgenden Auseinandersetzungen zwischen den Vertretern der Kirche, der Stadtverwaltung, Teilen der Medien und dem betroffenen ortsansässigen Kirchenführer und Heimatforscher Kurt Wagner fanden 2008 und 2009 ein reges Echo in der Presse und führten zur zeitweiligen Schließung der Kapelle für Besucher. Auf einem Forum unter Beteiligung von Kirchenvertretern, Bürgermeister, Kunsthistorikern und Architekten im Creglinger Romschlössle wurde der Öffentlichkeit am 23. März 2009 bekannt gegeben, dass die Kapelle künftig wieder für Besucher nach Anmeldung geöffnet ist.